# Gasmaskenbrille

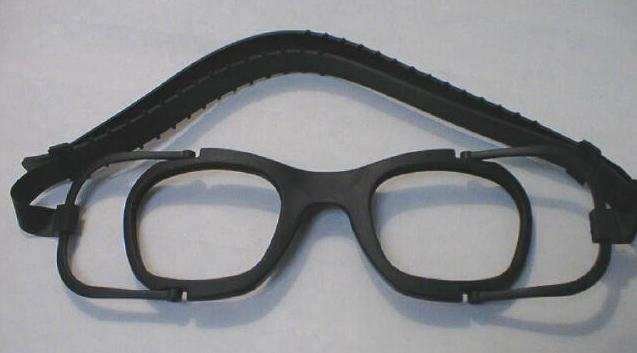
Heutige Gasmaskenbrille der US Navy, passend zur Maske MCU-2/P konstruiert

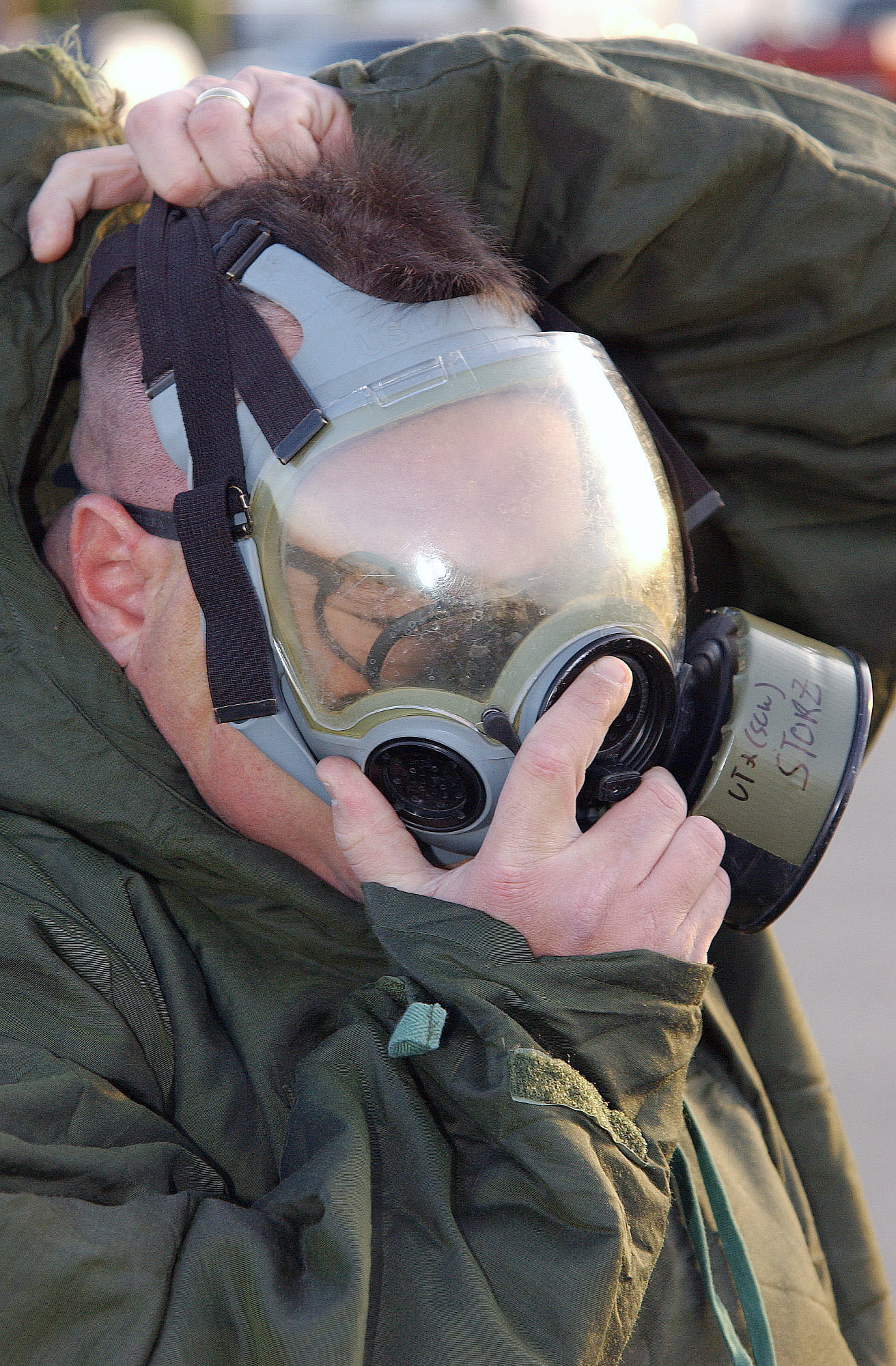
Ein Brillenträger der US Navy setzt die Maske MCU-2/P auf.

Eine Gasmaskenbrille (auch: Schutzmaskenbrille) ist eine Korrektionsbrille, die unter einer Gasmaske getragen werden kann.

## Beschreibung und Verwendung
Anders als bei normalen Bügelbrillen wird eine Gasmaskenbrille anstelle von Bügeln durch eine Schlaufe aus elastischem Material am Kopf gehalten. Dadurch trägt die Gasmaskenbrille unter der Gasmaske nicht so stark auf, was die Haube der Gasmaske eventuell abheben könnte, so dass die Dichtigkeit am Rand gefährdet wird. Außerdem kann so die Gasmaske übergestreift werden, ohne die Brille zu verschieben oder zu verlieren.
Die Gasmaskenbrille hat keine Schutzfunktion, sondern dient lediglich der Sehkorrektur. Außerhalb des Einsatzes kann sie in einem Etui aufbewahrt werden. Deutsche Gasmaskenbrillen aus dem Zweiten Weltkrieg wurden mit einer Schlaufe aus Leder oder Stoff am Hinterkopf zusammengebunden. Die Etuis bestanden aus Stahlblech und konnten am Gürtel befestigt werden.

## Geschichte
In der Wehrmacht wurde die Gasmaskenbrille 1934 eingeführt. Auch in der Roten Armee gehörte sie bereits vor dem Zweiten Weltkrieg zur Ausrüstung der Soldaten. Ursprünglich erfunden als Schutzmaßnahme gegen eine Wiederholung der verheerenden Giftgasangriffe des Ersten Weltkriegs, wurde sie im Zweiten Weltkrieg nicht entsprechend ihrem beabsichtigten Zweck eingesetzt, da Giftgas auf dem europäischen Kriegsschauplatz im Kampf nicht mit Absicht eingesetzt wurde. Anders als eine Bügelbrille aus Metall, einem gut wärmeleitendem Material, war die Gasmaskenbrille bei den an der Ostfront allgegenwärtigen tiefen Temperaturen angenehmer zu tragen. Dazu kam der sichere Halt beim Laufen, weswegen viele Soldaten mit Sehschwächen die Gasmaskenbrille gegenüber der Bügelbrille bevorzugten.
Von einem Kriegsheimkehrer mit Gasmaskenbrille, der von der Ostfront zurück nach Deutschland kommt, handelt Wolfgang Borcherts Theaterstück Draußen vor der Tür. In der Nachkriegszeit wurden solche Brillen mangels Alternativen auch zivil getragen.
In den Ostblockstaaten waren die Gasmaskenbrillen mit Metallgestell noch vereinzelt anzutreffen. In der DDR hielten sie sich bis 1980, dann wurde sie von den führenden Militärs endgültig als überholt betrachtet. Zu ihrem Ende trugen vor allem die Erfindungen von Gummi und Hartplastik bei, aus denen viel leichtere und trotzdem robuste Brillen hergestellt werden können, die unter einer Gasmaske getragen werden können.
Bei der Bundeswehr besteht die ABC-Schutzmaskenbrille aus zwei Teilen. Ein Brillengestell kann den Linsenträger aus Plastik aufnehmen, von dem die Korrekturlinsen gehalten werden. Dieser Linsenträger kann abgenommen werden, um in die Schutzmaske „eingeklickt“ zu werden.